# Жайворонок масайський
Жа́йворонок масайський (Alaudala athensis) — вид горобцеподібних птахів родини жайворонкових (Alaudidae). Мешкає в Кенії і Танзанії. Раніше вважався підвидом сомалійського жайворонка або сірого жайворонка, однак був визнаний окремим видом.

## Опис
Довжина птаха становить 13-14 см, з яких 43-50 мм припадає на хвіст. Виду не притаманний статевий диморфізм. Верхня частина тіла сірувато-коричнева, сильно поцяткована темними смугами. Окремі пера на ній мають білуваті або світло-піщані краї. Нижня частина тіла білувата, груди і боки мають коричюватий відтінок, груди поцятковані чорнувато-коричневими смужками, особливо з боків. Крила відносно короткі, широкі, на кінці округлі.

## Поширення і екологія
Масайські жайворонки мешкають в центральній і південній Кенії та на півночі Танзанії. Вони живуть на сухих трав'янистих луках, на висоті від 600 до 1800 м над рівнем моря. Живляться насінням і комахами.